# Habenaria uliginosa
Habenaria uliginosa är en orkidéart som beskrevs av Heinrich Gustav Reichenbach. Habenaria uliginosa ingår i släktet Habenaria och familjen orkidéer. Inga underarter finns listade i Catalogue of Life.